# Apyretina tessera
Apyretina tessera là một loài nhện trong họ Thomisidae.
Loài này thuộc chi Apyretina. Apyretina tessera được Eugène Simon miêu tả năm 1903.